# 히브리어

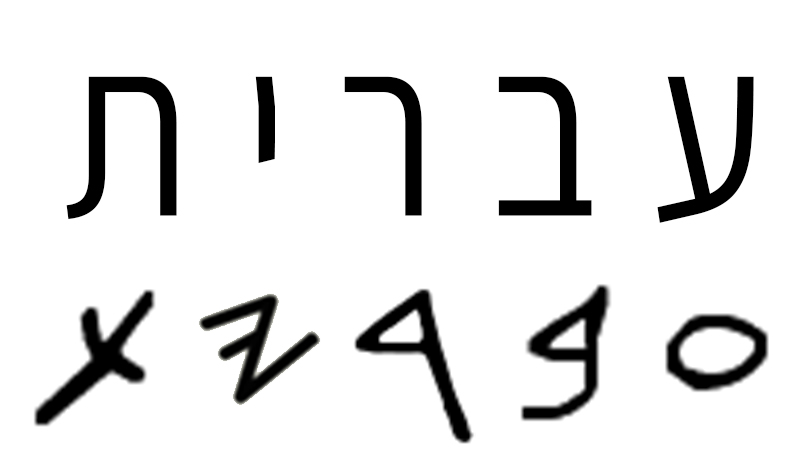
히브리어 단어 '이브리트'(Ivrit, "히브리어")가 현대 히브리 문자 (상단)와 고대 히브리 문자 (하단)로 쓰여 있다.

히브리어는 아프리카아시아어족 내의 북서셈어군에 속하는 언어이다. 가나안 제어의 지역 방언이었으며, 이스라엘 민족이 모어로 사용했고, 기원후 200년 이후에도 유대교 (제2성전기 이후)와 사마리아교의 전례 언어로 계속 사용되었다. 이 언어는 19세기에 음성 언어로 부흥되었으며, 이는 언어 되살리기의 유일한 대규모 성공 사례이다. 현존하는 가나안 제어 중 유일한 언어이며, 아람어와 함께 현재까지 사용되는 두 개의 북서셈어군 언어 중 하나이다.
가장 오래된 고대 히브리 문자의 기록은 기원전 10세기로 거슬러 올라간다. 히브리어 성경의 거의 모든 부분은 성서 히브리어로 쓰여 있으며, 현재 형태의 대부분은 바빌론 유수 시기인 기원전 6세기경에 번성했다고 학자들이 믿는 방언으로 기록되었다. 이러한 이유로 히브리어는 고대부터 유대인들에게 라숀 하코데쉬(לְשׁוֹן הַקֹּדֶש, 직역: '신성한 혀'  or '거룩함의 혀')라고 불렸다. 이 언어는 성경에서 히브리어라는 이름으로 언급되지 않고, 예후디트 또는 쉐파트 케나안)으로 불렸다. 미슈나 기틴 9:8은 이 언어를 히브리어를 뜻하는 이브리트(Ivrit)라고 언급한다. 그러나 미슈나 메길라는 이 언어를 아슈리트(Ashurit)라고 언급하는데, 이는 아시리아를 뜻하며, 이는 사용된 문자의 이름에서 파생된 것이다. 이는 고대 히브리 문자를 뜻하는 이브리트와 대조된다.
히브리어는 기원후 200년에서 400년 사이에 유다이아 속주의 유대인들이 로마 제국에 대항하여 일으킨 실패한 바르 코크바의 난의 여파로 쇠퇴하면서 일반적인 음성 언어로서 사용되지 않게 되었다. 아람어와, 어느 정도는 그리스어가 이미 국제어로 사용되고 있었는데, 특히 사회 엘리트들과 이민자들 사이에서 그러했다. 히브리어는 중세 시대에도 유대인 예배, 랍비 문학, 유대인 간의 상업, 유대인 시 문학의 언어로 존속되었다. 최초로 날짜가 표기된 히브리어 인쇄본은 1475년 아브라함 가르톤에 의해 이탈리아 칼라브리아주의 레조칼라브리아에서 출판되었다. 19세기에 시온주의가 부상하면서, 히브리어는 음성어와 문어로서 전면적인 부흥을 겪었다. 고대 언어의 현대적 버전 창조는 엘리에제르 벤 예후다에 의해 주도되었다. 현대 히브리어 (이브리트)는 팔레스타인 (지역)의 이스라엘 유대인 공동체의 주요 언어가 되었고, 이어서 이스라엘의 공용어가 되었다.
1998년에는 5백만 명, 2013년에는 9백만 명 이상이 전 세계적으로 히브리어를 사용한다고 추정된다. 이스라엘 다음으로 미국에 가장 많은 히브리어 사용 인구가 있으며, 약 22만 명의 유창한 화자가 있다 (이스라엘계 미국인 및 미국 유대인 참조). 현재 전 세계 유대인 및 사마리아인 공동체에서는 예배나 학습을 위해 히브리어 부흥 이전 형태가 사용되며, 후자는 사마리아 방언을 전례어로 사용한다. 모어가 아닌 언어로서 히브리어는 주로 비이스라엘 유대인과 이스라엘 학생들, 고고학자 및 중동과 그 문명을 전문으로 하는 언어학자, 그리고 기독교 신학교의 신학자들이 학습한다.

## 어원
현대 영어 단어 "Hebrew"는 고대 프랑스어 Ebrau에서 유래했으며, 라틴어를 거쳐 고대 그리스어 Ἑβραῖος (hebraîos) 및 아람어 'ibrāy에서 파생되었으며, 이들 모두 궁극적으로 성서 히브리어 Ivri (עברי)에서 유래했다. 이 단어는 이스라엘 민족 (유대인 및 사마리아인) 또는 히브리인을 지칭하는 여러 이름 중 하나였다. 전통적으로 이는 아브라함의 조상인 에벨의 이름에서 파생된 형용사로 이해되며, 이는 창세기 10:21에 언급되어 있다. 이 이름은 "저 너머", "다른 쪽", "건너편"을 의미하는 셈어족 어근 ʕ-b-r (ע־ב־ר‎)에 기반을 둔 것으로 여겨진다. "히브리어"라는 용어의 해석은 일반적으로 "강/사막의 건너편에서 온 자"라는 의미로 해석된다. 즉, 메소포타미아, 페니키아 또는 트란스요르단 (지역) (언급된 강은 아마도 유프라테스강, 요르단강 또는 리타니강일 수 있으며, 또는 바빌로니아와 가나안 사이의 북부 아라비아 사막일 수도 있음)의 관점에서 이스라엘과 유다 주민들을 지칭하는 외래어였다. 하비루라는 단어나 동족의 아카드어 에브루(ebru)와 비교해 보라. 의미는 동일하다.
기원전 2세기 집회서 서문에 이 언어의 이름이 "이브리트"로 언급된 가장 초기의 기록이 있다.. 히브리어 성경은 히브리 민족의 언어를 지칭할 때 "히브리어"라는 용어를 사용하지 않는다. 이후의 역사서인 열왕기에서는 이를 יְהוּדִית 예후디트 "유다 지파 (언어)"라고 부른다.

## 역사
히브리어는 가나안 제어 그룹에 속한다. 가나안 제어는 북서셈어군 언어 계열의 한 지류이다.
히브리어는 철기 시대 북이스라엘 왕국과 유다 왕국에서 기원전 1200년경부터 586년까지 사용되던 언어였다. 이 시기의 금석학적 증거는 초기 성서 문학이 이들 왕국에서 사용된 언어를 반영한다는 널리 받아들여지는 견해를 뒷받침한다. 나아가, 히브리어 비문의 내용은 기록된 텍스트가 당시의 구어체를 밀접하게 반영한다는 것을 시사한다.
학자들은 바빌론 유수 이후 이 지역에서 지배적인 국제어가 고대 아람어였을 때 고대 시대에 히브리어가 구어체로 어느 정도 사용되었는지에 대해 논쟁한다.
히브리어는 고대 후기에 구어로서는 소멸되었지만, 문어로는 계속 사용되었으며, 특히 스페인에서는 서로 다른 모어를 사용하는 유대인들 간의 상업 언어로, 그리고 유대교의 전례 언어로 사용되었다. 이 과정에서 중세 히브리어의 다양한 문어 방언들이 발전했으며, 19세기 후반에 구어로 부활하기까지 이어졌다.

### 가장 오래된 히브리어 비문

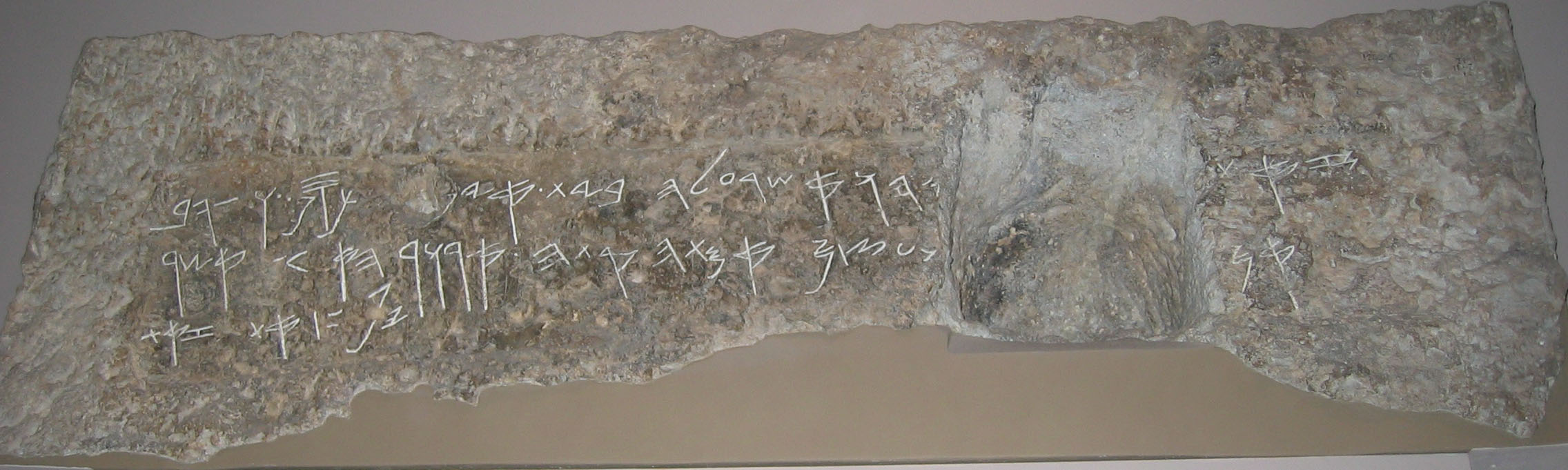
실로암에서 발견된 왕실 집사의 무덤에서 나온 세브나 비문, 기원전 7세기경으로 추정된다.

2023년 5월, 스콧 스트라이플링(Scott Stripling)은 약 3200년 전으로 거슬러 올라가는 가장 오래된 히브리어 비문이라고 주장하는 에발산 저주판을 발견했다고 발표했다. 저자와 그의 팀에 따르면, 신의 이름 야훼(Yahweh)가 요드-헤-바브(YHV) 세 글자로 표기되어 있다는 점에서 이 판은 가나안어가 아닌 히브리어라고 주장했다. 그러나 스트라이플링 팀을 제외한 거의 모든 전문 고고학자와 금석학자는 이 물체에 텍스트가 없다고 주장한다.
2008년 7월, 이스라엘 고고학자 요시 가르핀켈은 키르베트 케이야파에서 약 3000년 전으로 추정되는 가장 오래된 히브리어 기록일 수 있다고 주장하는 도자기 조각을 발견했다. 예루살렘 히브리 대학교 고고학자 아미하이 마자르는 이 비문이 "원시 가나안어"라고 말했지만, 그 시대의 문자들과 언어들 사이의 구분이 불분명하다고 경고하며, 이 텍스트를 히브리어라고 부르는 것은 너무 지나칠 수 있다고 제안했다.
게셀 달력 또한 군주국 시대가 시작되던 기원전 10세기로 거슬러 올라가며, 이는 다윗과 솔로몬의 통치가 전통적으로 이뤄지던 시기이다. 고대 성서 히브리어로 분류되는 이 달력은 계절과 관련 농업 활동 목록을 보여준다. (발견된 도시 게셀의 이름을 따서 명명된) 게셀 달력은 페니키아 문자와 유사한 고대 셈족 문자로 쓰여졌으며, 이 문자는 고대 그리스와 에트루리아인을 통해 나중에 고대 로마의 라틴 음소문자가 되었다. 게셀 달력은 어떤 모음도 없이 쓰여졌으며, 나중에 히브리어 철자가 필요로 하는 곳에서도 모음을 나타내는 자음을 사용하지 않았다.
이 지역에서는 유사한 문자로 다른 셈어족 언어로 쓰여진 더 오래된 수많은 점토판들이 발견되었다. 예를 들어, 원시 시나이 문자 등이 있다. 이 문자의 원형은 신성문자에서 유래했지만, 음성 값은 아크로포니 원리에서 영감을 얻은 것으로 여겨진다. 히브리어와 페니키아어의 공통 조상은 가나안 제어라고 불리며, 이집트어와 구별되는 셈어족 문자를 처음으로 사용했다. 한 고대 문서는 모압어 방언으로 쓰여진 유명한 메사 석비이다. 예루살렘 근처에서 발견된 실로암 비문은 초기 히브리어의 예시이다. 고대 히브리어의 덜 오래된 표본으로는 라키시 근처에서 발견된 오스트라카가 있는데, 이는 네부카드네자르에 의한 예루살렘의 최종 점령과 기원전 586년의 바빌론 유수 이전에 일어난 사건들을 묘사한다.

### 고전 히브리어

#### 성서 히브리어
가장 넓은 의미에서 성서 히브리어는 기원전  1000년c.부터 기원후  400년c. 사이에 번성했던 고대 이스라엘의 구어를 지칭한다. 여기에는 여러 진화하고 중첩되는 방언들이 포함된다. 고전 히브리어의 단계는 종종 그와 관련된 중요한 문학 작품의 이름을 따서 명명된다.
- 고풍 성서 히브리어(Archaic Biblical Hebrew): 구 히브리어 또는 고대 히브리어라고도 불리며, 기원전 10세기부터 6세기까지의 기간, 즉 바빌론 유배 이전의 군주국 시대에 해당하며, 히브리어 성경의 특정 텍스트, 특히 모세의 노래 (출애굽기 15장)와 드보라의 노래 (사사기 5장)로 대표된다. 고대 히브리 문자로 쓰여졌다. 이 문자에서 파생된 사마리아 문자는 여전히 사마리아인들에 의해 사용된다.

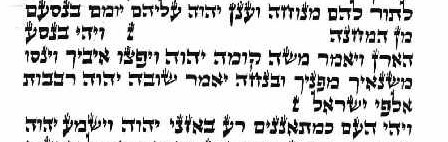
토라 두루마리를 작성하는 데 사용되는 히브리 문자. 특정 문자 상단에 장식적인 "왕관"이 주목된다.

- 토라 두루마리를 작성하는 데 사용되는 히브리 문자. 특정 문자 상단에 장식적인 "왕관"이 주목된다. 표준 성서 히브리어(Standard Biblical Hebrew): 성서 히브리어, 초기 성서 히브리어, 고전 성서 히브리어 또는 고전 히브리어(가장 좁은 의미에서)라고도 불리며, 기원전 8세기부터 6세기경에 해당하며, 후기 군주국 시대와 바빌론 유배 시기에 해당한다. 이 시기에 현재 형태의 대부분을 갖춘 히브리어 성경의 대부분으로 대표된다.
- 후기 성서 히브리어(Late Biblical Hebrew): 기원전 5세기부터 3세기까지의 기간, 즉 페르시아 시대에 해당하며, 히브리어 성경의 특정 텍스트, 특히 에즈라 서와 느헤미야 서로 대표된다. 기본적으로 고전 성서 히브리어와 유사하지만, 주로 정부 용어에 채택된 몇몇 외래어와 she- (meaning "that, which, who"의 대안) 입자 사용과 같은 일부 통사적 혁신이 있다. 아람 문자 (현대 히브리어 문자의 기원)를 채택했다.
- 이스라엘 히브리어(Israelian Hebrew)는 성서 히브리어의 북부 방언으로 제안되며, 언어의 모든 시대에 존재했으며, 경우에 따라 성서 텍스트의 비표준 언어적 특징에 대한 설명으로 후기 성서 히브리어와 경쟁했다고 믿어진다.

#### 초기 후성서 히브리어
- 사해 문서 히브리어: 기원전 3세기부터 기원후 1세기까지, 즉 예루살렘 성전 파괴 이전의 헬레니즘 시대와 로마 시대에 해당하며, 사해 문서의 대부분을 이루는 쿰란 두루마리로 대표된다. 흔히 DSS 히브리어, 또는 쿰란 히브리어로 약칭된다. 기원전 3세기 초기의 두루마리에 사용된 아람 문자는 기원후 1세기 후기의 두루마리에 사용된 히브리 정방형 문자로 진화했으며, 이는 현재까지 사용되는 케타브 아슈리(아시리아 문자)라고도 알려져 있다.
- 미슈나 히브리어: 기원후 1세기부터 3세기 또는 4세기까지, 즉 예루살렘 성전 파괴 이후의 로마 시대에 해당하며, 탈무드 내 미슈나와 토세프타의 대부분과 사해 문서, 특히 바르 코크바 편지와 구리 두루마리로 대표된다. 탄나이 히브리어 또는 초기 랍비 히브리어라고도 불린다.

때때로 위의 구어체 고전 히브리어 단계는 "성서 히브리어"(기원전 10세기부터 기원전 2세기까지의 여러 방언을 포함하며 특정 사해 문서에 존재)와 "미슈나 히브리어"(기원전 3세기부터 기원후 3세기까지의 여러 방언을 포함하며 다른 특정 사해 문서에 존재)로 단순화되기도 한다. 그러나 오늘날 대부분의 히브리어 언어학자들은 사해 문서 히브리어를 후기 성서 히브리어에서 미슈나 히브리어로 진화하는 방언의 집합으로 분류하며, 따라서 둘 모두의 요소를 포함하지만 둘과는 구별된다고 본다.
기원후 4세기 비잔틴 시대가 시작될 무렵, 고전 히브리어는 정기적인 구어로서는 더 이상 사용되지 않게 되었는데, 이는 미슈나 출판 후 약 한 세기 만에, 그리고 기원후 135년경의 파괴적인 바르 코크바의 난의 여파로 인해 쇠퇴한 것으로 보인다.

### 아람어로의 대체

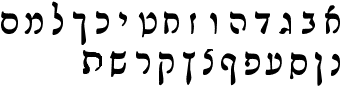
라시 문자

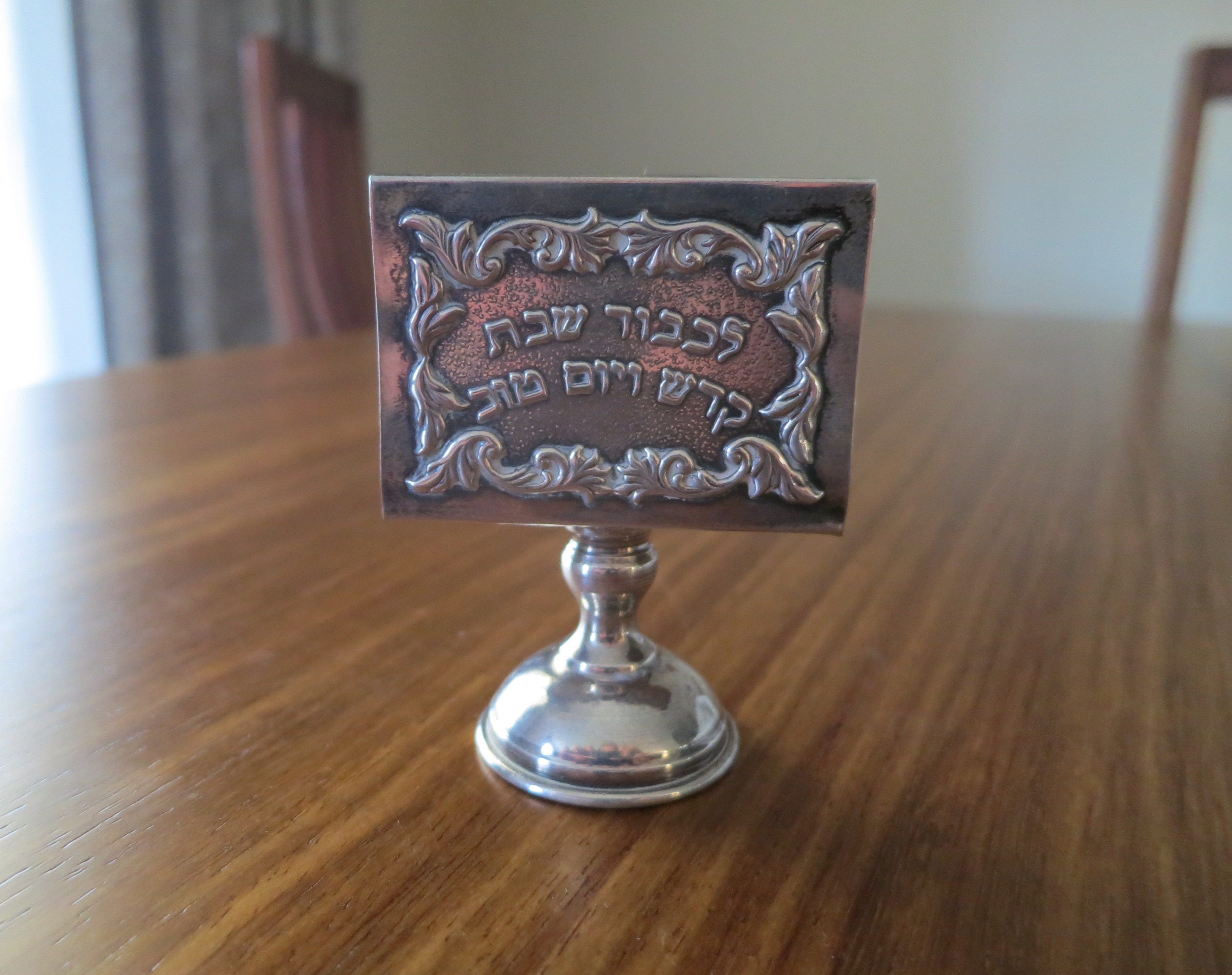
히브리어 비문이 새겨진 은제 성냥갑 홀더

기원전 6세기 초, 신바빌로니아 제국은 고대 유다 왕국을 정복하고 예루살렘의 많은 부분을 파괴했으며 주민들을 동쪽의 바빌론으로 멀리 유배시켰다. 바빌론 유수 기간 동안 많은 이스라엘 민족은 포로로 잡힌 자들의 밀접한 관련 셈어족 언어인 아람어를 배웠다. 따라서 상당한 기간 동안 유대인 엘리트들은 아람어의 영향을 받게 되었다.
키루스 2세가 바빌론을 정복한 후, 그는 유대인들이 포로 생활에서 돌아오도록 허락했다. 시간이 지나면서 아람어의 지역 변형이 히브리어와 함께 이스라엘에서 사용되었다. 공통 기원 초기에 아람어는 사마리아인, 바빌로니아인, 갈릴래아 유대인들의 주요 구어였고, 서부 및 지식인 유대인들은 그리스어를 사용했지만, 소위 랍비 히브리어의 한 형태는 유다 지역에서 구어로 계속 사용되다가 아마도 기원후 3세기에 아람어로 대체되었다. 특정 사두개파, 바리새파, 필경사, 은둔자, 열심당, 사제 계급은 히브리어 사용을 고수했으며, 모든 유대인들은 히브리어 노래와 히브리어 텍스트의 간단한 인용문을 통해 자신들의 정체성을 유지했다.
히브리어가 대부분의 유대인에게 일상적인 구어에서 대체되고, 중동에서 그 주요 계승자가 밀접하게 관련된 아람어였다가 그리스어였다는 점은 의심할 여지가 없지만, 그 변화의 정확한 시기에 대한 학자들의 의견은 매우 많이 바뀌었다. 20세기 전반기에는 대부분의 학자들이 아브라함 가이거와 구스타프 달만의 견해를 따랐는데, 이들은 아람어가 이스라엘 땅에서 헬레니즘 시대 초기인 기원전 4세기경에 이미 구어가 되었으며, 따라서 히브리어는 거의 같은 시기에 구어로서의 기능을 잃었다고 생각했다. 모셰 츠비 세갈, 조지프 클라우스너, 그리고 벤 예후다는 이러한 견해의 주목할 만한 예외이다. 20세기 후반에는 축적된 고고학적 증거와 특히 사해 문서에 대한 언어학적 분석이 이러한 견해를 반박했다. 1946~1948년 쿰란 근처에서 발견된 사해 문서는 압도적으로 히브리어로 된 고대 유대 문헌을 보여주었고, 아람어는 아니었다.
쿰란 두루마리는 히브리어 텍스트가 일반 유대인에게 쉽게 이해될 수 있었으며, 이 언어가 성서 시대 이래로 구어처럼 진화했음을 시사한다. 최근 학문은 유대인들이 아람어를 사용했다는 보고가 반드시 주 언어를 나타내는 것이 아니라 다국어 사회를 나타낸다고 인식한다. 아람어와 함께 히브리어는 이스라엘 내에서 구어로 공존했다. 대부분의 학자들은 이제 히브리어가 구어로서 소멸된 시기를 로마 시대 말기, 즉 기원후 200년경으로 본다. 히브리어는 기원후 4세기부터 비잔틴 시대를 거쳐 문학 언어로 계속 사용되었다.
아람어와 히브리어의 정확한 역할은 여전히 뜨겁게 논의되고 있다. 이스라엘 땅에 대한 삼중 언어 시나리오가 제안되었다. 히브리어는 이스라엘의 역사, 기원, 황금기와의 강력한 유대감을 가진 지역 모어이자 이스라엘 종교의 언어로 기능했다. 아람어는 나머지 중동 지역과의 국제어로 기능했으며, 결국 그리스어는 로마 제국의 동부 지역과의 또 다른 국제어로 기능했다. 윌리엄 슈나이더빈드는 페르시아 시대에 쇠퇴한 후, 헬레니즘 및 로마 시대에 히브리어의 종교적 중요성이 커졌다고 주장하며, 히브리어가 구어로 살아남았다는 금석학적 증거를 제시한다. 비록 히브리어의 문법과 문자 체계는 아람어의 상당한 영향을 받았지만 말이다. 다른 요약에 따르면, 그리스어는 정부의 언어였고, 히브리어는 기도, 학습 및 종교 텍스트의 언어였으며, 아람어는 법률 계약 및 무역의 언어였다. 또한 지리적 양상도 있었다: 버나드 스폴스키에 따르면, 공통 기원 초기에 "유대 아람어는 주로 북부 갈릴래아에서 사용되었고, 그리스어는 이전 식민지 및 정부 중심지 주변에 집중되었으며, 히브리어 단일 언어 사용은 주로 유다 남부 마을에서 계속되었다." 다시 말해, "방언 지리학적 측면에서, 탄나임 시대 팔레스타인은 아람어 사용 지역인 갈릴래아와 사마리아, 그리고 더 작은 지역인 유다로 나눌 수 있었는데, 유다에서는 돌아온 유배자들의 후손들 사이에서 랍비 히브리어가 사용되었다." 게다가, 코이네 그리스어는 해안 도시와 예루살렘 상류층의 주요 의사소통 수단이었고, 아람어는 예루살렘 하류층에서 널리 사용되었지만, 주변 시골 지역에서는 그렇지 않았다고 추정된다. 기원후 2세기에 바르 코크바의 난이 진압된 후, 유대인들은 흩어져야만 했다. 많은 이들이 갈릴래아로 재정착했으므로, 마지막 단계의 히브리어 원어민들은 대부분 북부에서 발견되었을 것이다.
많은 학자들이 지적했듯이, 히브리어는 제2성전기 동안 아람어와 함께 종교적인 목적뿐만 아니라 민족주의적인 이유로도 계속 사용되었는데, 특히 마카베오 전쟁 (기원전 167-160년)과 하스몬 왕조의 등장, 제1차 유대-로마 전쟁 (기원후 66-73년), 그리고 바르 코크바의 난 (기원후 132-135년)과 같은 반란 기간 동안 두드러졌다. 히브리어의 민족주의적 의미는 이 시기 동안 다양한 방식으로 나타났다. 마이클 오웬 와이즈(Michael Owen Wise)는 "하스몬 반란 시기부터 [...] 히브리어는 현대 민족주의와 유사한 표현으로 전면에 부상했다. 고전 히브리어의 한 형태는 이제 유다 지역 내에서 아람어보다 더 중요한 문어 언어가 되었다."라고 언급한다. 이러한 민족주의적 측면은 갈등 기간 동안 더욱 강조되었는데, 한나 코튼(Hannah Cotton)은 로마에 대한 유대인 반란 중 법률 문서를 분석하며 "히브리어는 유대 민족주의, 즉 독립적인 유대 국가의 상징이 되었다"고 언급했다. 히브리어의 민족주의적 사용은 여러 역사 문서와 유물에서 입증된다. 여기에는 고풍 히브리어로 쓰여진 마카베오서 1권, 요한 히르카노스 통치기 하스몬 주화, 그리고 제1차 유대-로마 전쟁과 바르 코크바의 난 모두에서 히브리어와 고대 히브리어 문자만 새겨진 주화 등이 포함된다. 제한된 문해력에도 불구하고 공식적인 맥락에서 히브리어와 고대 히브리어 문자를 의도적으로 사용한 것은 유대 민족주의와 정치적 독립의 상징 역할을 했다.
기독교 신약성경에는 일부 셈족 지명과 인용문이 포함되어 있다. 이러한 셈족어 주석(그리고 일반적으로 신약성경에 나오는 유대인들이 사용하는 언어)은 텍스트에서 종종 "히브리어"로 언급되지만, 이 용어는 종종 아람어를 지칭하는 것으로 재해석되며, 최근 번역본에서는 그에 따라 번역된다. 그럼에도 불구하고, 이러한 주석들은 히브리어로도 해석될 수 있다.

### 미슈나와 탈무드
"미슈나 히브리어"라는 용어는 일반적으로 탈무드에 나오는 히브리어 방언을 지칭하며, 히브리어 성경의 인용문은 제외한다. 이 방언들은 탄나이 히브리어, 초기 랍비 히브리어, 또는 미슈나 히브리어 I이라고도 불리는 구어체 미슈나 히브리어와, 아모라 히브리어(후기 랍비 히브리어 또는 미슈나 히브리어 II라고도 불림)라는 문어체로 나뉜다. 탈무드의 초기 부분은 서기 200년경에 출판된 미슈나인데, 많은 이야기가 그보다 훨씬 이전에 발생했으며 초기 미슈나 방언으로 쓰여졌다. 이 방언은 또한 특정 사해 문서에서도 발견된다. 미슈나 히브리어는 이스라엘 땅에서 살아있는 언어로 기능했던 고전 히브리어의 방언 중 하나로 간주된다. 언어의 과도기적 형태는 미슈나가 완성된 세기부터 시작되는 탄나이 문학의 다른 작품들에서 나타난다. 여기에는 미드라시 할라카 미드라쉼 (시프라, 시프레, 메킬타 등)과 미슈나 관련 자료의 확장된 모음집인 토세프타가 포함된다. 탈무드에는 이러한 작품들의 발췌문과 다른 곳에서는 입증되지 않은 추가 탄나이 자료가 포함되어 있는데, 이러한 구절들의 일반적인 용어는 바라이타이다. 이 모든 작품의 방언은 미슈나 히브리어와 매우 유사하다.
미슈나 출판 후 약 한 세기 만에 미슈나 히브리어는 구어로 사용되지 않게 되었다. 기원후 3세기경에는 현자들이 미슈나에 언급된 많은 식물들의 히브리어 이름을 더 이상 식별할 수 없었다. 남부 지역의 소수의 현자들만이 이 언어를 구사할 수 있었고 그 사용을 장려하려고 노력했다. 예루살렘 탈무드 메길라 1:9에 따르면: "베트 구브린의 랍비 요나단은 네 가지 언어가 세상에서 사용되기에 적절하다고 말했다. 그것들은 노래를 위한 외국어(그리스어), 전쟁을 위한 라틴어, 애가를 위한 시리아어, 그리고 연설을 위한 히브리어이다. 어떤 이들은 또한 필기를 위한 아시리아어(히브리 문자)도 있다고 말한다."
탈무드의 후기 부분인 게마라는 일반적으로 두 가지 형태의 아람어로 미슈나와 바라이토트 주석을 달았다. 그럼에도 불구하고 히브리어는 후기 아모라 히브리어 형태로 전례 및 문학 언어로 살아남았으며, 이는 특히 예루살렘 탈무드와 고전 아가다 미드라쉬의 본문에 간혹 나타난다.
히브리어는 항상 이스라엘의 종교, 역사, 민족적 자부심의 언어로 여겨졌고, 구어가 사라진 후에도 학자들과 해외 여행을 하는 유대인들 사이에서 링구아 프랑카로 계속 사용되었다. 로마 제국이 바르 코크바의 난 이후 예루살렘의 대부분 유대인 주민을 추방한 기원후 2세기 이후, 그들은 자신이 처한 사회에 적응했지만, 편지, 계약서, 상업, 과학, 철학, 의학, 시, 법률 등은 여전히 대부분 히브리어로 쓰였으며, 히브리어는 용어를 차용하고 창조하여 적응했다.

### 중세 히브리어

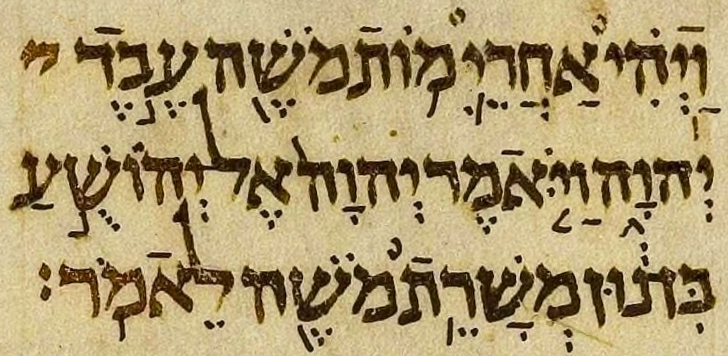
알레포 코덱스: 10세기 히브리어 성경에 마소라 모음 기호가 표시되어 있다 (여호수아 1:1).

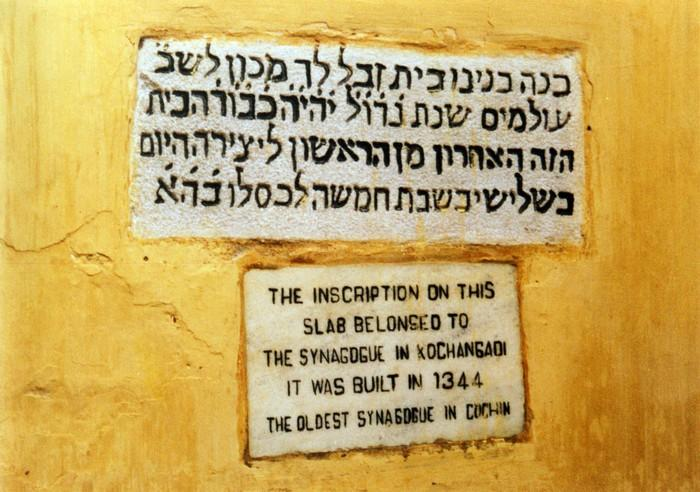
인도 코치 (인도)에 있는 코창가디 유대교 회당, 1344년으로 추정된다.

탈무드 이후, 다양한 지역적 문학적 중세 히브리어 방언들이 진화했다. 가장 중요한 것은 티베리아스의 지역 방언인 티베리아 히브리어 또는 마소라 히브리어인데, 이는 히브리어 성경의 모음 기호화의 표준이 되었으며, 따라서 다른 모든 지역 히브리어 방언에도 영향을 미친다. 기원후 7세기부터 10세기까지의 이 티베리아 히브리어는 히브리어 성경을 발음하는 데 사용되기 때문에 때때로 "성서 히브리어"라고 불리기도 한다. 그러나 엄밀히 말하면 이는 기원전 6세기의 역사적 성서 히브리어와 구별되어야 하며, 그 원본 발음은 재구성되어야 한다. 티베리아 히브리어는 히브리어 성경을 찬송하는 데 사용하기 위해 히브리어 문자에 모음 부호와 문법 부호를 추가하여 히브리어의 훨씬 이전 특징들을 보존한 마소라 학자들(masoret은 "전통"을 의미함)의 학문을 통합한다. 마소라 학자들은 글자가 너무 신성하여 변경할 수 없다고 여겨지는 성서 텍스트를 물려받았기 때문에, 그들의 표시는 글자 안팎에 점을 찍는 형태였다. 시리아 문자는 아랍 문자의 전신으로, 이 시기경에 모음 표기 체계를 개발하기도 했다. 마소라 모음 기호가 있는 히브리어 성경인 알레포 코덱스는 10세기에 티베리아스에서 쓰여졌을 가능성이 높으며, 현재까지 남아 있다. 이는 아마도 현존하는 히브리어 필사본 중 가장 중요한 것이다.
스페인 유대 문화 황금기 동안, 고전 아랍어의 문법학자들의 연구에 기반하여 성서 히브리어의 문법과 어휘를 설명하는 중요한 작업이 이루어졌다. 중요한 히브리어 문법학자로는 유다 벤 다비드 하이유즈, 요나 이븐 자나, 아브라함 이븐 에즈라 그리고 나중에 (프로방스에서) 다비드 킴히가 있다. 이들 문법학자들의 연구를 기반으로 "정화된" 히브리어로, 그리고 아랍어의 양적 또는 연별(strophic) 운율로 두나시 벤 라브라트, 솔로몬 이븐 가비롤, 유다 할레비, 모세 이븐 에즈라, 아브라함 이븐 에즈라와 같은 시인들에 의해 많은 시가 쓰여졌다. 이 문학적 히브리어는 나중에 이탈리아 유대인 시인들에 의해 사용되었다.
고전 그리스어와 중세 아랍어로부터 과학 및 철학적 개념을 표현해야 할 필요성으로 인해 중세 히브리어는 이들 언어에서 용어와 문법을 차용하거나, 기존 히브리어 어근에서 동등한 용어를 만들어냈고, 이는 독특한 철학적 히브리어 스타일을 탄생시켰다. 이는 이븐 팁본 가문에 의해 이루어진 번역에서 사용되었다. (원래의 유대 철학 작품은 주로 아랍어로 쓰여졌다.) 또 다른 중요한 영향은 마이모니데스였는데, 그는 자신의 법전인 미쉬네 토라에 사용하기 위해 미슈나 히브리어에 기반한 단순한 스타일을 개발했다. 이후의 랍비 문학은 이 스타일과 탈무드의 아람어화된 랍비 히브어의 혼합으로 쓰여졌다.
히브리어는 전 세계 모든 유대인 공동체에서 전례뿐만 아니라 시, 철학, 과학, 의학, 상업, 일상 서신 및 계약에 이르기까지 다양한 용도로 글쓰기 주요 언어로서 시대를 거쳐 지속되었다. 바르 코크바의 부관들에게 보낸 편지가 대부분 아람어로 쓰여졌거나, 마이모니데스의 저작이 대부분 아랍어로 쓰여진 것과 같은 많은 예외들이 있었지만, 전반적으로 히브리어는 그러한 목적으로 사용이 중단되지 않았다. 예를 들어, 중동 최초의 인쇄소인 차페드(현대 이스라엘)에서는 1577년에 소수의 히브리어 서적을 제작하여 인근 유대 세계에 판매했다. 이는 전 세계의 교육받은 유대인들이 상호 이해 가능한 언어로 소통할 수 있었고, 전 세계 어디에서나 출판되거나 쓰여진 서적과 법률 문서를 다른 모든 지역의 유대인들이 읽을 수 있었음을 의미할 뿐만 아니라, 교육받은 유대인이 먼 곳으로 여행하며 유대인들과 대화할 수 있었음을 의미하는데, 이는 사제들과 다른 교육받은 기독교인들이 라틴어로 대화할 수 있었던 것과 같았다. 예를 들어, 랍비 아브라함 단치히는 "평균 17세"를 위한 할라카 지침서로 이디시어 대신 히브리어로 차예 아담을 썼다 (Ibid. Introduction 1). 마찬가지로, 랍비 이스라엘 메이르 카간이 미슈나 베루라를 쓴 목적은 "유대인들이 분초마다 따라야 할 적절한 절차를 알 수 있도록 매일 공부할 수 있는 작품을 만드는 것"이었다. 그럼에도 불구하고 이 작품은 탈무드 히브리어와 아람어로 쓰여졌는데, 이는 "한 세기 전 [동유럽의] 보통 유대인들은 이 표현에 충분히 유창하여 미슈나 베루라를 아무 문제없이 따를 수 있었기 때문"이다.

### 부흥

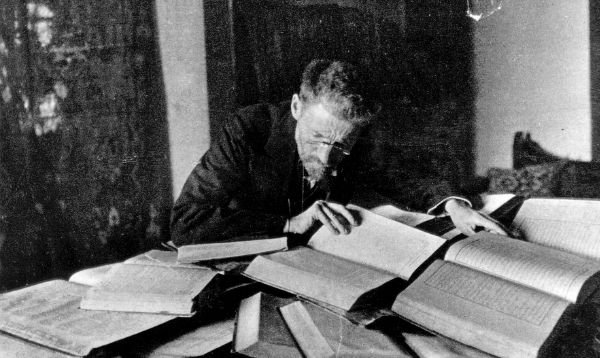
예루살렘의 책상에 앉은 엘리에제르 벤 예후다 - c1912.jpg

히브리어는 여러 차례 문어로서 부활되었는데, 특히 19세기 초중반 독일의 하스칼라 (계몽주의) 운동에 의해 가장 두드러지게 나타났다. 19세기 초, 예루살렘 시장에서 다양한 언어 배경을 가진 유대인들 사이에서 상업적 목적으로 소통하기 위해 한 형태의 구어체 히브리어가 등장했다. 이 히브리어 방언은 어느 정도 피진이었다. 그 세기 말, 유대인 활동가 엘리에제르 벤 예후다는 국민낭만주의(שיבת ציון, Shivat Tziyon, 나중에 시온주의)의 이데올로기 덕분에 현대 구어로서 히브리어를 부활시키기 시작했다. 결국 그가 창조한 지역 운동의 결과로, 그러나 더 중요하게는 제2차 알리야라는 이름으로 알려진 새로운 이민자 집단의 결과로, 히브리어는 그 당시 유대인들이 사용하던 많은 언어들을 대체했다. 이들 언어는 유대-스페인어 (일명 "유데즈모" 및 "라디노"), 이디시어, 유대-아랍어 및 부코리 (타지크어)와 같은 지역 언어의 유대 방언이거나, 유대인 디아스포라에서 사용되던 러시아어, 페르시아어, 아랍어와 같은 지역 언어였다.
19세기 동안 히브리어 지식인들의 문학 활동의 주요 결과는 히브리어의 어휘 현대화였다. 신조어와 표현들은 히브리어 성경 이후의 방대한 히브리어 문헌에서 차용되거나, 아랍어 (주로 벤-예후다에 의해)와 더 오래된 아람어 및 라틴어에서 빌려왔다. 많은 신조어는 유럽 언어, 특히 영어, 러시아어, 독일어, 프랑스어에서 차용되거나 그 언어들을 본따서 만들어졌다. 현대 히브리어는 1921년 영국 통치 하의 팔레스타인에서 공식 언어(영어, 아랍어와 함께)가 되었고, 1948년에는 새로 선포된 이스라엘 국가의 공식 언어가 되었다.
현대 시대에 접어들면서, 19세기부터 문학적 히브리어 전통은 현대 이스라엘의 구어(음성 언어)로 부활했으며, 이를 이스라엘 히브리어, 현대 이스라엘 히브리어, 현대 히브리어, 신 히브리어, 이스라엘 표준 히브리어, 표준 히브리어 등으로 다양하게 부른다. 이스라엘 히브리어는 예루살렘 전통의 세파르디 히브리어 특징을 일부 보이지만, 수많은 신조어, 유럽 언어에서 차용된 용어(주로 전문 용어), 아랍어에서 채택된 용어(주로 구어체)를 포함하여 이를 변형한다.
문학적 및 서사적 히브리어의 사용은 하스칼라 운동과 함께 다시 시작되었다. 최초의 세속 히브리어 정기 간행물인 하메아세프 (수집가)는 1783년부터 쾨니히스베르크 (오늘날의 칼리닌그라드)에서 마스킬들에 의해 발행되었다. 19세기 중반에는 여러 동유럽 히브리어 신문 (예: 1856년 에우크에서 창간된 하마기드)의 출판이 급증했다. 저명한 시인으로는 하임 나흐만 비알리크와 샤울 체르니호프스키가 있었으며, 이 언어로 쓰인 소설도 있었다.
모어로서 히브리어 부흥 운동은 19세기 후반 벤-예후다의 노력으로 시작되었다. 그는 유대 민족 운동에 합류하여 1881년 당시 오스만 제국의 일부였던 팔레스타인 (지역)으로 이주했다. 주변의 개혁 이상과 디아스포라의 "슈테틀" 생활 방식 거부에 영감을 받아, 벤-예후다는 문학적이고 전례적인 언어를 일상적인 음성 언어로 만들 도구를 개발하기 시작했다. 그러나 그의 히브리어는 아하드 하암 등의 글에서 동유럽에서 다른 문법과 스타일로 대체된 규범을 따랐다. 그의 조직적 노력과 학교 설립 및 교과서 저술 참여는 구어화 활동을 점진적으로 받아들여지는 운동으로 추진했다. 그러나 히브리어가 오스만 팔레스타인에서 진정한 추진력을 얻은 것은 1904년-1914년의 제2차 알리야 이후였으며, 새로운 이민자 집단에 의해 더욱 조직적인 사업이 추진되었다. 영국 위임통치령 팔레스타인이 히브리어를 국가의 세 가지 공식 언어 (영어, 아랍어, 히브리어, 1922년) 중 하나로 인정하자, 그 새로운 공식 지위는 언어 확산에 기여했다. 진정한 셈족 어휘와 문어적 외양을 가지고 있지만 종종 음운론에서는 유럽적 특성을 지닌 구성된 현대 언어가 국가의 현재 언어들 사이에 자리 잡게 되었다.
많은 이들이 그의 작업을 환상적 심지어는 신성모독적이라고 보았지만 (히브리어가 토라의 신성한 언어였으므로 일상적인 일에 사용해서는 안 된다고 생각하는 사람들도 있었다), 많은 사람들은 곧 20세기 초 다양한 국가에서 대거 도착하여 다른 언어를 사용하는 영국 위임통치령 팔레스타인의 유대인들 사이에 공통 언어가 필요하다는 것을 이해했다. 히브리어 위원회가 설립되었다. 이스라엘 건국 후, 이 위원회는 히브리어 아카데미가 되었다. 벤-예후다의 어휘 연구 결과는 사전에 출판되었다 (고대 및 현대 히브리어 완벽 사전, 벤 예후다 사전). 벤-예후다의 작업은 비옥한 땅에 뿌려졌고, 20세기 초에는 히브리어가 오스만 팔레스타인과 영국 팔레스타인 양쪽의 유대인 인구의 주요 언어가 되는 길을 잘 닦았다. 당시 옛 이스라엘 유대인 공동체와 극소수의 하시딤 종파, 특히 사트마르의 후원 아래 있는 사람들은 히브리어를 말하기를 거부하고 이디시어만 사용했다.
소련에서는 히브리어 사용이 다른 유대인 문화 및 종교 활동과 함께 억압되었다. 소련 당국은 히브리어 사용을 시온주의와 연관되어 "반동적"이라고 간주했으며, 초등 및 중등 학교에서의 히브리어 교육은 1919년 일찍이 인민 교육위원부에 의해 교육의 세속화를 목표로 하는 전반적인 계획의 일환으로 공식적으로 금지되었다(이 언어 자체는 역사적 및 언어학적 목적을 위해 대학에서 계속 연구되었다.). 공식 명령은 러시아 유대인의 구어인 이디시어를 유일한 민족 언어로 취급해야 하며, 히브리어는 외국어로 취급해야 한다고 명시했다. 히브리어 서적과 정기 간행물은 출판이 중단되고 도서관에서 압수되었지만, 전례 텍스트는 1930년대까지도 출판되었다. 수많은 항의에도 불구하고, 1930년대부터 히브리어 교육 억압 정책이 시행되었다. 나중에 1980년대 소련에서는 이스라엘로 가기 위한 허가를 얻으려 투쟁하는 사람들(리퓨즈니크들) 덕분에 히브리어 연구가 다시 나타났다. 요세프 베군, 에프라임 홀미안스키, 예브게니 코로스티셰프스키 등 소련의 많은 도시를 연결하는 히브리어 학습 네트워크를 책임졌던 여러 교사들이 투옥되었다.

### 현대 히브리어

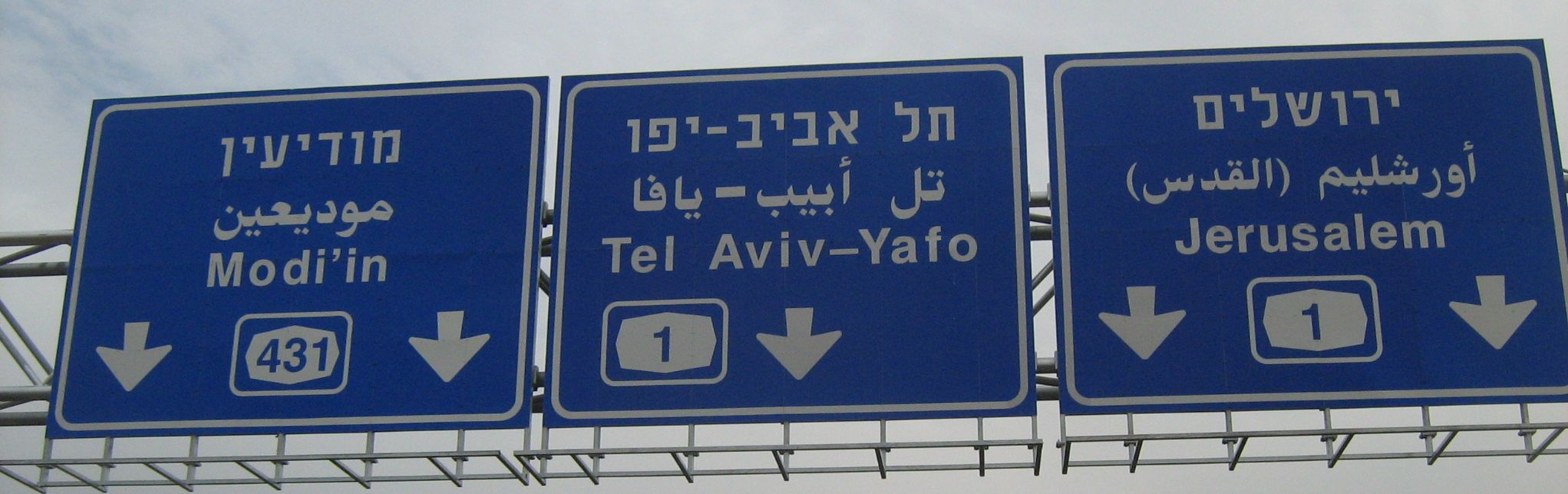
이스라엘 고속도로의 히브리어, 아랍어 및 영어 다국어 표지판

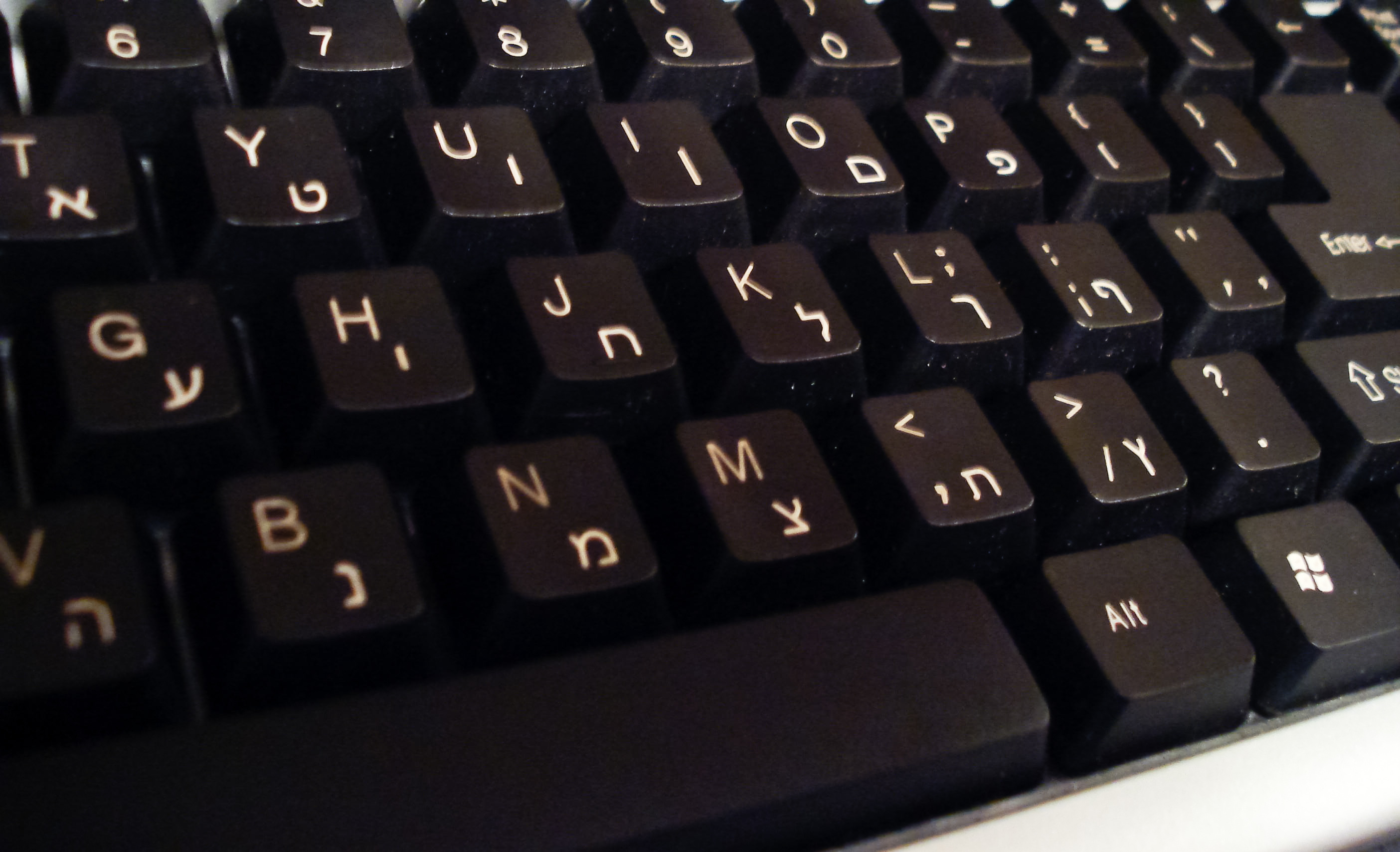
히브리어와 영어 이중 언어 키보드

엘리에제르 벤-예후다가 개발한 표준 히브리어는 미슈나 히브리어의 철자와 세파르디 히브리어의 발음에 기반을 두었다. 그러나 현대 히브리어의 초기 사용자들은 이디시어를 모어로 사용했으며, 종종 이디시어에서 칼크와 국제어의 음운-의미 대응을 도입했다.
현대 이스라엘 히브리어는 세파르디 히브리어 발음을 주된 기반으로 삼고 있음에도 불구하고, 일부 측면에서는 아슈케나지 히브리어 음운론에 적응했는데, 주로 다음과 같다.
- 대부분의 히브리어 화자가 헤트(ח‎)와 아인(עע‎)의 인두음 조음 대신 목젖음 [χ]과 성문음 [ʔ]으로 대체하여 발음한다.
- 대부분의 화자가 ר‎ (/r/)를 치경 탄음 [ɾ]에서 유성 구개수 마찰음 [ʁ] 또는 구개수 전동음 [ʀ]으로 발음한다. 이는 대부분의 표준 독일어나 이디시어의 변이형과 유사하다. 후음 R 참조.
- 일부 문맥에서 (시프레이(sifréj)와 테이샤(téjša) 대신 세파르디 시프레(sifré)와 테샤(tésha)처럼) < ֵ ‎>를 [eɪ]로 발음한다.
- 모음 쉐바 < ְ ‎>의 부분적 제거 (세파르디 제만(zĕman) 대신 즈만(zmán)).[73]
- 구어에서 고유명사의 끝에서 두 번째 음절에 강세 (데보라(Dvóra) 대신 데보라(Dĕvorá); 예후다(Yehúda) 대신 예후다(Yĕhudá)) 및 일부 다른 단어에서[74]
- 마찬가지로 구어에서 2인칭 복수 접미사가 붙은 동사 형태의 끝에서 두 번째 음절에 강세 (케타브템(kĕtavtém) 대신 카타브템(katávtem) "너희가 썼다").[note 8]

이스라엘 히브리어의 어휘는 이전 시대보다 훨씬 더 방대하다. 길라드 추커만에 따르면:
입증된 성서 히브리어 단어 수는 8198개이며, 이 중 약 2000개는 단발어이다 (이들 단어의 기초가 되는 성서 히브리어 어근의 수는 2099개이다). 입증된 랍비 히브리어 단어 수는 20,000개 미만이며, 이 중 (i) 7879개는 순전히 랍비 히브리어, 즉 구약성경에 나타나지 않았고 (새로운 랍비 히브리어 어근의 수는 805개이다); (ii) 약 6000개는 성서 히브리어의 부분 집합이며; (iii) 수천 개는 히브리어 형태를 가질 수 있는 아람어 단어이다. 중세 히브리어는 (현대) 히브어에 6421개의 단어를 추가했다. 이스라엘 히브리어의 새로운 어휘 항목의 대략적인 수는 17,000개이다 (Even-Shoshan 1970 참조 [...]). 외국어 및 전문 용어를 포함하면 [...], 성서, 랍비, 중세 유래 단어를 포함한 이스라엘어의 총 단어 수는 60,000개를 넘는다.:64–65

이스라엘에서는 현재 울판 (단수: 울판)이라고 불리는 기관에서 현대 히브리어를 가르친다. 정부 소유 및 사립 울판에서는 온라인 강좌와 대면 프로그램을 제공한다.

## 현재 상태

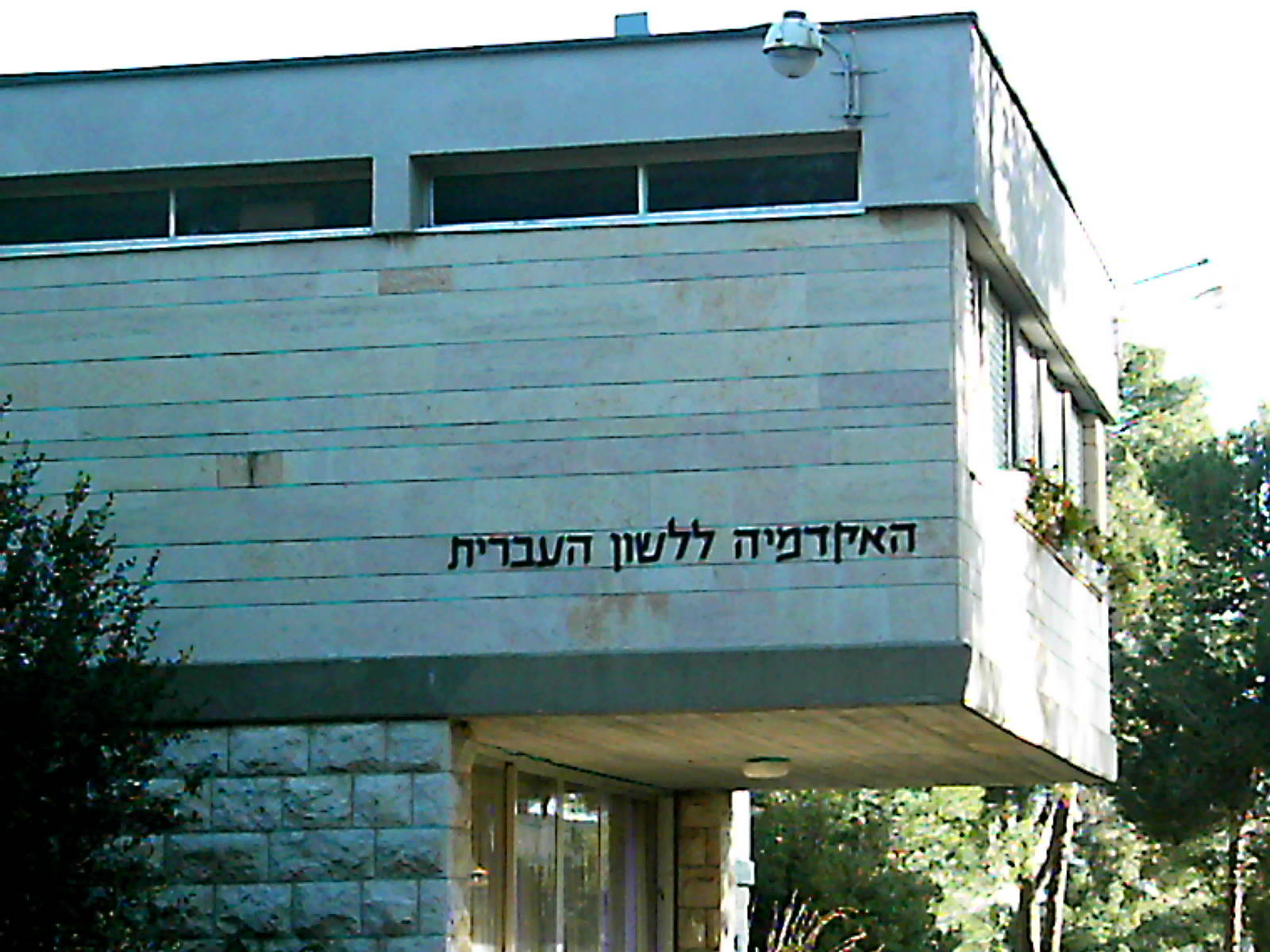
히브리어 아카데미

현대 히브리어는 이스라엘 국가의 주요 공용어이다. 틀:2013년 현재 전 세계적으로 약 900만 명의 히브리어 화자가 있으며, 이 중 700만 명이 유창하게 말한다.
현재 이스라엘 유대인의 90%가 히브리어에 능숙하며, 70%는 매우 능숙하다. 이스라엘 아랍인의 약 60%도 히브리어에 능숙하며, 30%는 아랍어보다 히브리어에 더 높은 능숙도를 보인다고 보고했다. 총체적으로 이스라엘 인구의 약 53%가 히브리어를 모어로 사용하며, 나머지 대부분은 유창하게 사용한다. 2013년 기준으로 20세 이상 이스라엘인의 49%가 히브리어를 모어로 사용했으며, 러시아어, 아랍어, 프랑스어, 영어, 이디시어, 라디노어가 나머지 대부분의 모어였다. 구 소련 출신 이민자의 약 26%와 아랍인의 12%는 히브리어를 잘 하지 못하거나 전혀 하지 못한다고 보고했다.
히브리어를 주요 사용 언어로 유지하고 영어 단어가 히브리어 어휘에 대규모로 편입되는 것을 막기 위한 조치가 취해지고 있다. 예루살렘 히브리 대학교의 히브리어 아카데미는 현재 매년 약 2,000개의 새로운 현대 히브리어 단어를 고안하는데, 이는 의미를 포착하는 독창적인 히브리어 단어를 찾아 히브리어 어휘에 더 많은 영어 단어를 편입시키는 대안으로 삼기 위함이다. 하이파 시청은 공무원들이 공식 문서에 영어 단어를 사용하는 것을 금지했으며, 기업들이 서비스 마케팅에 영어 간판만을 사용하는 것을 막기 위해 노력하고 있다. 2012년, 히브리어 보존을 위한 크네세트 법안이 제안되었는데, 이는 이스라엘의 모든 표지판이 우선적으로 히브리어로 되어야 하며, 해외에 있는 이스라엘 관리들의 모든 연설도 마찬가지라는 조항을 포함한다. 법안의 작성자인 아크람 하손 의원은 히브리어가 "위신을 잃고" 어린이들이 어휘에 더 많은 영어 단어를 편입시키는 것에 대한 대응으로 이 법안이 제안되었다고 밝혔다.
히브리어는 남아프리카 공화국 헌법에서 종교적 목적 사용 시 존중되어야 한다고 규정된 여러 언어 중 하나이다. 또한, 히브리어는 2005년 1월 6일부터 폴란드의 공식적인 소수 민족 언어이다. 하마스는 가자지구 학교에서 히브리어를 필수 언어로 가르치도록 했다.

## 음운론
성서 히브리어는 일반적인 셈족어의 자음 목록을 가지고 있었는데, 여기에는 인두음 /ʕ ħ/, "강조 자음" 계열 (아마도 방출음이지만 논쟁 중), 측면 마찰음 /ɬ/, 그리고 초기 단계에는 구개수음 /χ ʁ/도 있었다. /χ ʁ/는 후기 성서 히브리어에서 /ħ ʕ/로 합쳐졌고, /b ɡ d k p t/는 이완음으로 변화하여 [v ɣ ð x f θ]가 되었다. 가장 초기 성서 히브리어 모음 체계는 원시 셈어 모음 /a aː i iː u uː/ 및 /oː/를 포함했지만, 이 체계는 시간이 지남에 따라 극적으로 변했다.
사해 문서 시대에 이르러, 유대인 전통에서는 /ɬ/가 /s/로 변화했지만, 사마리아인들에게는 대신 /ʃ/와 합쳐졌다. 중세 시대의 티베리아 독해 전통은 모음 체계 /a ɛ e i ɔ o u ă ɔ̆ ɛ̆/를 가졌지만, 다른 중세 독해 전통은 모음이 더 적었다.
여러 독음 전통이 전례 사용에서 보존되어 왔다. 동양 (세파르디 및 미즈라히) 유대인 독음 전통에서는 강조 자음이 인두음화된 소리로 실현되는 반면, 아슈케나지 (북유럽 및 동유럽) 전통은 강조 자음과 인두음을 상실했으며 (비록 아슈케나지 법에 따르면, 기도와 토라 낭독과 같은 종교 의식에서 공동체를 대표할 때 인두음 조음이 구개수음 또는 성문음 조음보다 선호되지만), /w/가 /v/로 변화하는 것을 보인다. 사마리아 전통은 티베리아 시스템과 밀접하게 일치하지 않는 복잡한 모음 체계를 가지고 있다.
현대 히브리어 발음은 일반적으로 단순화되는 경향을 보이며, 다양한 유대인 독음 전통의 혼합에서 발전했다. 세파르디 히브리어 발음에 따라 강조 자음은 일반적인 자음으로 바뀌었고, /w/는 /v/로, 그리고 [ɣ ð θ]는 존재하지 않는다. 오늘날 대부분의 이스라엘인들은 또한 /ʕ ħ/를 /ʔ χ/와 합치고, 대조적인 장자음을 가지지 않으며, 아슈케나지 히브리어의 영향으로 인해 /r/을 유성 구개수 마찰음 [ʁ] 또는 유성 연구개 마찰음 /ɣ/으로 발음하며 치경 전동음으로 발음하지 않는다. 차용어 때문에 자음 /tʃ/와 /dʒ/는 음소화되었고, /w/ 또한 유사하게 재도입되었다.

### 자음
| 원시- 셈어 | 국제 음성 기호 | 히브리어 | 히브리어 | 히브리어 | 히브리어 | 히브리어 | 예시  | 예시     |
| 원시- 셈어 | 국제 음성 기호 | 표기     | 표기     | 성서     | 티베리아 | 현대     | 단어  | 의미     |
| ---------- | -------------- | -------- | -------- | -------- | -------- | -------- | ----- | -------- |
| *b         | [b]            | ב‎3       | ḇ/b      | /b/      | /v/, /b/ | /v/, /b/ | בית   | 집       |
| *d         | [d]            | ד‎3       | ḏ/d      | /d/      | /ð/, /d/ | /d/      | דב    | 곰       |
| *g         | [ɡ]            | ג‎3       | ḡ/g      | /ɡ/      | /ɣ/, /ɡ/ | /ɡ/      | גמל   | 낙타     |
| *p         | [p]            | פ‎3       | p̄/p      | /p/      | /f/, /p/ | /f/, /p/ | פחם   | 석탄     |
| *t         | [t]            | ת‎3       | ṯ/t      | /t/      | /θ/, /t/ | /t/      | תמר   | 야자수   |
| *k         | [k]            | כ‎3       | ḵ/k      | /k/      | /x/, /k/ | /χ/, /k/ | כוכב  | 별       |
| *ṭ         | [tʼ]           | ט‎        | ṭ        | /tˤ/     | /tˤ/     | /t/      | טבח   | 요리사   |
| *q         | [kʼ]           | ק‎        | q        | /kˤ/     | /q/      | /k/      | קבר   | 무덤     |
| *ḏ         | [ð] / [d͡ð]     | ז‎2       | z        | /z/      | /z/      | /z/      | זכר   | 남성     |
| *z         | [z] / [d͡z]     | ז‎2       | z        | /z/      | /z/      | /z/      | זרק   | 던졌다   |
| *s         | [s] / [t͡s]     | ס‎        | s        | /s/      | /s/      | /s/      | סוכר  | 설탕     |
| *š         | [ʃ] / [s̠]      | שׁ‎2       | š        | /ʃ/      | /ʃ/      | /ʃ/      | שׁמים  | 하늘     |
| *ṯ         | [θ] / [t͡θ]     | שׁ‎2       | š        | /ʃ/      | /ʃ/      | /ʃ/      | שׁמונה | 여덟     |
| *ś         | [ɬ] / [t͡ɬ]     | שׂ‎1       | ś        | /ɬ/      | /s/      | /s/      | שׂמאל  | 왼쪽     |
| *ṱ         | [θʼ] / [t͡θʼ]   | צ‎        | ṣ        | /sˤ/     | /sˤ/     | /ts/     | צל    | 그림자   |
| *ṣ         | [sʼ] / [t͡sʼ]   | צ‎        | ṣ        | /sˤ/     | /sˤ/     | /ts/     | צרח   | 소리쳤다 |
| *ṣ́         | [ɬʼ] / [t͡ɬʼ]   | צ‎        | ṣ        | /sˤ/     | /sˤ/     | /ts/     | צחק   | 웃었다   |
| *ġ         | [ɣ]~[ʁ]        | ע‎        | ʻ        | /ʁ/      | /ʕ/      | /ʔ/, -   | עורב  | 까마귀   |
| *ʻ         | [ʕ]            | ע‎        | ʻ        | /ʕ/      | /ʕ/      | /ʔ/, -   | עשׂר   | 열       |
| *ʼ         | [ʔ]            | א‎        | ʼ        | /ʔ/      | /ʔ/      | /ʔ/, -   | אב    | 아버지   |
| *ḫ         | [x]~[χ]        | ח‎2       | ḥ        | /χ/      | /ħ/      | /χ/      | חמשׁ   | 다섯     |
| *ḥ         | [ħ]            | ח‎2       | ḥ        | /ħ/      | /ħ/      | /χ/      | חבל   | 밧줄     |
| *h         | [h]            | ה‎        | h        | /h/      | /h/      | /h/, -   | הגר   | 이주했다 |
| *m         | [m]            | מ‎        | m        | /m/      | /m/      | /m/      | מים   | 물       |
| *n         | [n]            | נ‎        | n        | /n/      | /n/      | /n/      | נביא  | 예언자   |
| *r         | [ɾ]            | ר‎        | r        | /ɾ/      | /ɾ/      | /ʁ/      | רגל   | 다리     |
| *l         | [l]            | ל‎        | l        | /l/      | /l/      | /l/      | לשׁון  | 혀       |
| *y         | [j]            | י‎        | y        | /j/      | /j/      | /j/      | יד    | 손       |
| *w         | [w]            | ו‎        | w        | /w/      | /w/      | /v/      | ורד   | 장미     |
| 원시 셈어  | 국제 음성 기호 | 히브리어 | 히브리어 | 성서     | 티베리아 | 현대     | 예시  | 예시     |

참고:
1. 원시 셈어 *ś는 성서 히브리어에서는 여전히 [ɬ]로 발음되었지만, 페니키아 문자에는 해당 글자가 없었으므로 ש‎ 글자는 /ʃ/와 /ɬ/ 두 가지 발음을 나타냈다. 그러나 나중에는 /ɬ/가 /s/와 합쳐졌지만, 옛 철자는 대체로 유지되었고, ש‎의 두 가지 발음은 티베리아 히브리어에서 שׁ‎ /ʃ/ 대 שׂ‎ /s/ < /ɬ/로 시각적으로 구분되었다.
2. 기원전 3세기경의 성서 히브리어는 여전히 음소 ġ 대 ʻ 및 ḫ 대 ḥ를 구별했던 것으로 보인다. 이는 70인역의 전사 기록에서 증명된다. /ɬ/의 경우와 마찬가지로, 이 소리들을 나타내는 글자가 없었으며, 기존 글자들이 이중 역할을 했다: ח‎는 /χ/ 및 /ħ/를, ע‎는 /ʁ/ 및 /ʕ/를 나타냈다. 그러나 이 모든 경우에, 같은 글자가 나타내는 소리들은 결국 합쳐져 (초기 전사 외에는) 이전 구별의 증거를 남기지 않았다.
3. 히브리어와 아람어는 특정 시점에 베가드케파트 이완음을 겪었는데, 이로 인해 파열음 /b ɡ d k p t/가 모음 뒤에 오고 장음화되지 않을 때 해당하는 마찰음 [v ɣ ð x f θ] (ḇ ḡ ḏ ḵ p̄ ṯ로 표기됨)으로 약화되었다. 이 변화는 아마도 기원전 7세기에 원래의 고대 아람어 음소 /θ, ð/가 사라진 후에 일어났을 것이다.[88] 그리고 히브리어 /χ, ʁ/가 사라진 기원전 200년 이후에 일어났을 가능성이 가장 높다.[note 9] 히브리어에서는 기원후 2세기에 발생한 것으로 알려져 있다.[89] 어느 시점 이후 이 교대는 단어 중간 및 끝 위치에서 대조적이게 되었지만 (기능적 부하는 낮았음), 단어 시작 위치에서는 여전히 이음으로 남아 있었다.[90] 현대 히브리어에서는 장음화가 사라지면서 이 구별의 기능적 부하가 더 높아졌지만, 마찰음 /v χ f/만 여전히 보존된다 (마찰음 /x/는 현대 히브리어에서 /χ/로 발음된다). (나머지는 해당 파열음처럼 발음되는데, 현대 히브리어 발음은 구별이 사라진 세파르디 히브리어 발음에 기반했기 때문이다.)

## 문법
히브리어 문법은 부분적으로 분석어인데, 여격, 탈격, 대격과 같은 형태를 문법적 격보다는 전치사 입자를 사용하여 표현한다. 그러나 굴절은 동사와 명사 형성에 결정적인 역할을 한다. 예를 들어, 명사는 "속함" 관계를 나타내기 위한 "스미쿠트(smikhut)"라는 구성형을 가지고 있다. 이는 더 많이 굴절된 언어의 속격과 반대이다. 스미쿠트의 단어들은 종종 붙임표로 결합된다. 현대 구어에서는 구성형의 사용이 "의"를 의미하는 전치사 "셸(shel)"과 상호 교환될 수 있는 경우가 있다. 그러나 오래된 격 변화 형태가 유지되는 경우가 많으며 (특히 관용구 등에서), "인칭"-접어가 전치사를 "변화"시키는 데 널리 사용된다.

### 형태론
모든 셈족어와 마찬가지로 히브리어는 일반적으로 "삼자음" 또는 3-자음 자음 어근으로 구성된 어간의 패턴을 보인다. 이 어근에서 명사, 형용사, 동사가 다양한 방식으로 형성된다: 예를 들어 모음을 삽입하거나, 자음을 중복시키거나, 모음을 길게 하거나, 접두사, 접미사 또는 접요사를 추가한다. 4-자음 어근도 존재하며, 3-자음 동사에서 파생된 명사로부터 동사를 만드는 과정으로 인해 현대어에서 더 자주 나타난다. 일부 삼자음 어근은 대부분의 형태에서 자음 중 하나를 잃고 "나힘"(Nakhim, 쉬는)이라고 불린다.
히브리어는 다양한 목적으로 단어에 붙는 여러 한 글자 접두사를 사용한다. 이들을 분리 불가능한 전치사 또는 "사용 문자" (히브리어: אותיות השימוש Otiyot HaShimush)라고 부른다. 여기에는 다음과 같은 요소가 포함된다: 정관사 ha- (/ha/) (= "그"); 전치사 be- (/be/) (= "안에"), le- (/le/) (= "~으로"; 전치사 el의 축약형), mi- (/mi/) (= "~로부터"; 전치사 min의 축약형); 접속사 ve- (/ve/) (= "그리고"), she- (/ʃe/) (= "~하는 것"; 성서 접속사 asher의 축약형), ke- (/ke/) (= "~처럼", "~같이"; 접속사 kmo의 축약형).

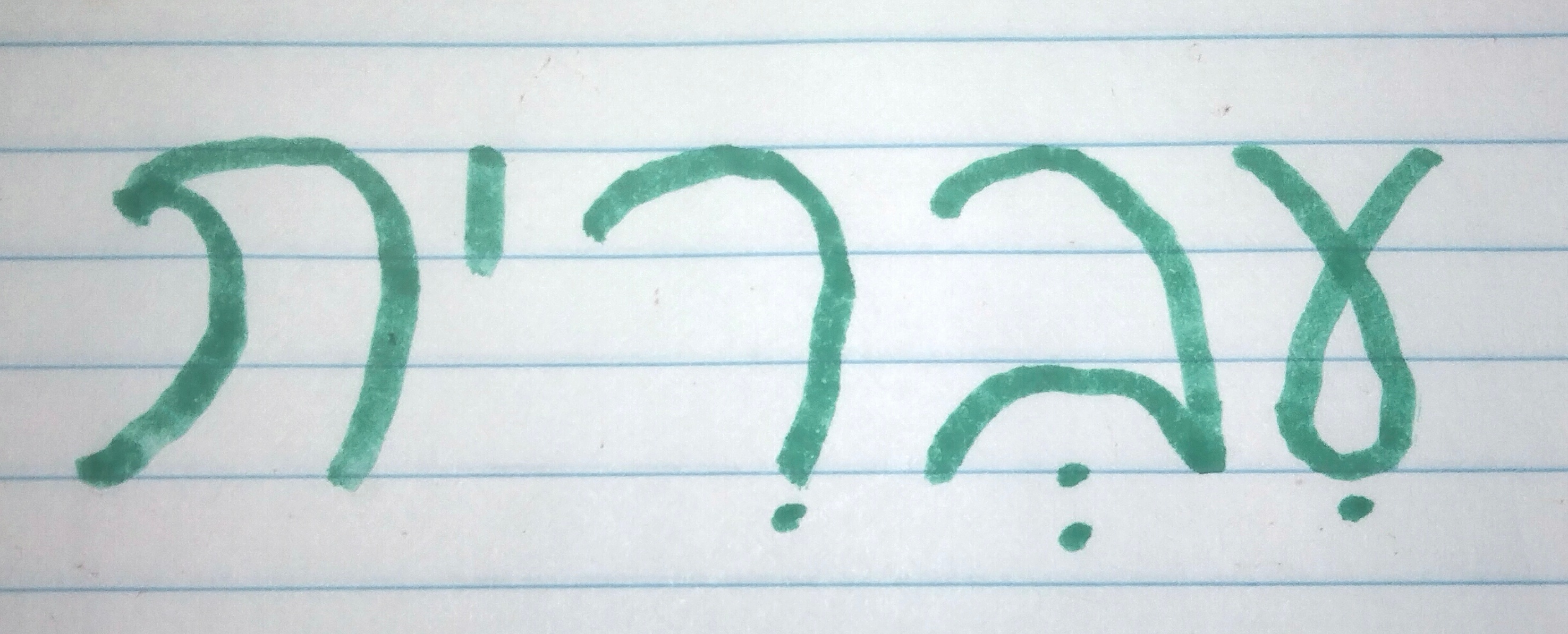
"히브리어"를 뜻하는 히브리어 단어 (עברית)의 필기체

이들 각 글자에 동반되는 모음은 뒤따르는 첫 글자나 모음에 따라 위에 나열된 것과 다를 수 있다. 이러한 변화를 규정하는 규칙은 대부분의 화자가 일반적인 형태를 사용하는 경향이 있어 구어체에서는 거의 지켜지지 않는다. 그러나 더 격식적인 상황에서는 들을 수 있다. 예를 들어, 전치사가 움직이는 쉐바로 시작하는 단어 앞에 오면, 전치사는 모음 /i/를 취한다 (그리고 초성 자음은 약화될 수 있다): 구어체 be-kfar (="마을 안에")는 더 격식적인 bi-khfar에 해당한다.
정관사는 전치사 또는 접속사와 해당 단어 사이에 삽입되어 mé-ha-kfar (="마을에서")와 같은 복합어를 형성할 수 있다. 후자는 mi-의 모음 변화도 보여준다. be, le, ke와 함께 정관사는 접두사에 동화되어 ba, la 또는 ka가 된다. 따라서 *be-ha-matos는 ba-matos (="비행기 안에")가 된다. 이는 mé (문자 "he" 앞에 사용되는 "min" 또는 "mi-"의 형태)에는 해당되지 않으므로, mé-ha-matos는 "비행기에서"를 의미하는 유효한 형태이다. (* 는 주어진 예시가 문법적으로 비표준임을 나타낸다.)

### 구문
대부분의 다른 언어와 마찬가지로 히브리어의 어휘는 동사, 명사, 형용사 등으로 나뉘며, 문장 구조는 목적어, 주어 등의 용어로 분석할 수 있다.
- 초기 성서 히브리어는 VSO 어순을 가졌지만, 점차 주어-동사-목적어 어순으로 바뀌었다. 많은 히브리어 문장은 여러 가지 올바른 단어 순서를 갖는다.
- 히브리어에는 부정관사가 없다.
- 히브리어 문장은 동사를 포함할 필요가 없다. 현재시제의 계합사는 생략된다. 예를 들어 "나는 여기에 있다" (אני פה ani po)는 두 단어만 있는데; 나는 (אני)과 여기 (פה)이다. "나는 그 사람이다" (אני הוא האדם הזה ani hu ha'adam ha'ze)에서 "이다"라는 단어는 "그" (הוא)에 해당한다. 그러나 이것은 보통 생략된다. 따라서, 문장 (אני האדם הזה)이 더 자주 사용되며 같은 의미이다.
- 부정문과 의문문은 일반적인 평서문과 같은 어순을 갖는다. 예/아니오 답변이 있는 질문은 "האם" (ha'im, '만약'의 의문형)으로 시작하지만, 비격식적인 구어에서는 대부분 생략된다.
- 히브리어에는 영어에서는 전치사 표시가 없는 직접 목적어를 위한 특정 전치사 (את et)가 있다. 영어 구문 "그는 케이크를 먹었다"는 히브리어로 הוא אכל את העוגה hu akhal et ha'ugah (문자적으로는 "그는 את 케이크를 먹었다")가 된다. 그러나 단어 את는 생략될 수 있으며, 이 경우 הוא אכל העוגה hu akhal ha'ugah ("그는 케이크를 먹었다")가 된다. 전 이스라엘 총리 다비드 벤구리온은 את가 의미를 더하지 않고 문장을 길게 만들기 때문에 절대 사용해서는 안 된다고 확신했다.
- 구어체 히브리어에서 ‏את ה-‏ et ha-는 종종 ‏-תַ'‏ ta-로 축약되기도 한다. 예를 들어 את האנשים et ha-anashim 대신 ת'אנשים ta-anashim (어포스트로피는 비표준 사용을 나타냄). 이러한 현상은 연구자들에 의해 바르 코크바 문서에서도 발견되었다: מעיד אני עלי תשמים… שאני נותן תכבלים ברגליכם, את הללו 대신 תללו, 그리고 תדקל 등이 있다.

## 문자 체계

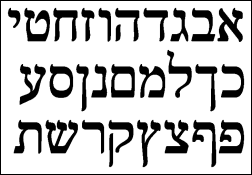
히브리 문자

히브리어 사용자들은 히브리 문자를 사용하여 오른쪽에서 왼쪽으로 현대 히브리어를 쓴다. 히브리 문자는 22개 글자로 구성된 "불완전한" 아브자드 또는 자음만으로 이루어진 문자이다. 고대 고대 히브리 문자는 가나안 제어와 페니키아어에 사용된 문자와 유사하다. 현대 문자는 아람 문자에서 발전한 "정방형" 글자 형태인 아슈리트(Ashurit, 아시리아 문자)에서 파생되었다. 히브리어 필기체는 손글씨에 사용된다. 필기체로 쓰여질 때 글자는 더 원형으로 나타나는 경향이 있으며, 때로는 인쇄된 글자와 현저히 다르게 나타나기도 한다. 중세 필기체 버전은 라시 문자로 알려진 또 다른 스타일의 기초를 형성한다. 필요한 경우, 모음은 음절 초성을 나타내는 글자 위 또는 아래에 발음 기호로 표시되거나, 모음으로 사용되는 자음 글자인 마테르 렉시오니스를 사용하여 표시된다. 추가 발음 기호는 자음 발음의 변형(예: 벳/베트, 신/신)을 나타내거나, 일부 문맥에서 성서 텍스트의 구두점, 강세, 음악적 표현을 나타내는 데 사용될 수 있다 (히브리어 낭송법 참조).

## 유대교의 전례적 사용
히브리어는 항상 기도와 연구의 언어로 사용되어 왔으며, 다음 발음 체계들이 발견된다.
아슈케나지 히브리어는 중부 및 동유럽에서 유래했으며, 이스라엘 및 해외의 아슈케나지 유대인 종교 예배 및 연구에서, 특히 하레디 및 기타 정통파 유대교 공동체에서 여전히 널리 사용된다. 이는 이디시어 발음의 영향을 받았다.
세파르디 히브리어는 스페인 포르투갈 유대인과 세파르디 유대인들이 구 오스만 제국 국가에서 사용하던 전통적인 발음으로, 예멘 히브리어는 예외이다. 예루살렘 세파르디 공동체에서 사용되는 이 발음은 이스라엘 원어민들의 히브리어 음운론의 기반이 된다. 이는 라디노어 발음의 영향을 받았다.
미즈라히(동방) 히브리어는 실제로는 아랍 및 이슬람 세계의 다양한 지역에서 유대인들이 전례적으로 사용하는 방언들의 모음이다. 이는 옛 아랍어에서 파생되었으며, 일부 경우에는 세파르디 히브리어의 영향을 받았다. 예멘 히브리어 또는 테마니트는 다른 미즈라히 방언들과는 달리 근본적으로 다른 모음 체계를 가지며, 다른 방언에서 동일하게 발음되는 다른 발음 기호가 표시된 자음들을 구별한다 (예를 들어 기멜과 "기멜").
이러한 발음들은 이스라엘 및 다른 지역의 유대교 회당 의식과 종교 학습에서 여전히 사용되며, 주로 히브리어 원어민이 아닌 사람들이 사용한다. 그러나 일부 전통주의 이스라엘인들은 예배에서 전례 발음을 사용한다.
디아스포라의 많은 유대교 회당은 아슈케나지 의식 및 민족 구성에도 불구하고 이스라엘 히브리어를 존중하여 "세파르디" 발음을 채택했다. 그러나 많은 영국 및 미국 학교와 유대교 회당에서는 이 발음이 아슈케나지 하층 기저의 여러 요소를 유지하고 있으며, 특히 체이레와 세골 사이의 구별이 그렇다.

## 같이 보기
- 히브리어 사전 목록
- 페르시아어에서 유래한 히브리어 단어 목록
- 헤브라이즘
- 영어의 히브리어화
- 히브리어 약어
- 히브리어 문학
- 히브리어 숫자
- 유대어
- 히브리어에서 유래한 영어 단어 목록
- 히브리어 로마자 표기
- 히브리어 연구

## 내용주
1. ↑  히브리 문자: עִבְרִית‎, [[[히브리어 로마자 표기|ʿĪvrīt]]] 오류: 틀:전자: transliteration text not Latin script (pos 3: 히) (도움말), he 또는 he; 사마리아 문자: 틀:Script/Samaritan ʿÎbrit
2. ↑  플라비우스 요세푸스나 요한의 복음서와 같은 후대 헬레니즘 작가들은 히브리어와 아람어 모두를 가리킬 때 헤브라이스티라는 용어를 사용했다.[5]
3. 1 2  Sáenz-Badillos, Ángel (1993): "랍비 히브리어(RH)는 두 가지 주요 시기로 나눌 수 있다는 일반적인 합의가 있다. 첫 번째 시기는 탄나이 시대 말기(기원후 200년경)까지 지속되었으며, RH가 구어로 시작하여 미슈나, 토세프타, 바라에타, 탄나이 미드라쉼이 구성되는 문학적 매체로 점진적으로 발전하는 특징을 보인다. 두 번째 시기는 아모라임 시대부터 시작되며, RH는 아람어로 구어화되고 문학 언어로만 살아남게 된다. 그리고 그것은 두 탈무드와 미드라쉬 문학, 아가다 문학 등에서 10세기까지 후대 랍비 문헌에서 계속 사용되었다."[9]
4. ↑  원본 텍스트 참조
5. ↑  Fernández & Elwolde: "일반적으로 사해 문서, 특히 구리 두루마리와 바르 코크바 편지가 미슈나 히브리어의 대중적 성격을 명확히 보여주는 증거를 제공했다고 믿어진다."[41]
6. ↑  The Cambridge History of Judaism: "따라서 특정 자료에서 아람어 단어는 '히브리어'로 불린다. [...] 예를 들어: η επιλεγομενη εβραιστι βηθεσδα '히브리어로 베데스다라고 불리는 것' (요한복음 5:2). 이것은 히브리어 이름이 아니라 아람어 이름이다: בית חסדא, '헤스다의 집'."[42]
7. ↑  Fitzmyer, Joseph A.: "부사 Ἑβραϊστί (및 관련 표현들)는 '히브리어로'를 의미하는 것으로 보이며, 종종 그 이상의 의미가 없다고 주장되어 왔다. 잘 알려져 있듯이, 이는 명백히 아람어인 단어와 표현에도 사용된다. 따라서 요한복음 19:13에서 Ἑβραιστὶ δὲ Γαββαθᾶ는 리토스트로토스의 설명으로 주어지며, Γαββαθᾶ는 아람어 gabbětā '높은 곳'의 그리스어화된 형태이다."[53]
8. ↑  이러한 발음은 학습자의 실수에서 비롯되었을 수 있는데, 다른 접미사 형태(katávta, alénu)의 유추에 따라 형성된 것이며, 아슈케나지어의 잔여적 영향의 예시가 아니다.
9. ↑  일반적으로 받아들여지는 견해에 따르면, /χ, ʁ/와 /ħ, ʕ/의 합병 이전에 베가드케파트 이완음이 발생했을 가능성은 낮다. 그렇지 않으면 [x, χ]와 [ɣ, ʁ]가 대조적이어야 할 것이며, 이는 언어 간에 드문 일이다. 그러나 블라우는 연음화된 /k/와 /χ/가 동일하게 발음되더라도 공존할 수 있다고 주장한다. 왜냐하면 하나는 교대 이음으로 인식될 것이기 때문이다 (네스토리안 시리아어의 경우와 마찬가지). Blau (2010)을 참고하라. p. 56.